# Большая Парья
Большая Парья — река в России, протекает в Гайнском районе Пермского края. Устье реки находится в 62 км по левому берегу реки Лолог. Длина реки составляет 17 км. 
Исток реки в лесах в 17 км к юго-западу от села Гайны. Течёт главным образом на юго-восток, всё течение идёт по лесному массиву, в среднем течении протекает недалеко от деревни Иванчино. Притоки — Аркашор, Ошкаибшор (левые). Впадает в Лолог в черте посёлка Сергеевский (Иванчинское сельское поселение).

## Данные водного реестра
По данным государственного водного реестра России относится к Камскому бассейновому округу, водохозяйственный участок реки — Кама от истока до водомерного поста у села Бондюг, речной подбассейн реки — бассейны притоков Камы до впадения Белой. Речной бассейн реки — Кама.
По данным геоинформационной системы водохозяйственного районирования территории РФ, подготовленной Федеральным агентством водных ресурсов:
- Код водного объекта в государственном водном реестре — 10010100112111100002997
- Код по гидрологической изученности (ГИ) — 111100299
- Код бассейна — 10.01.01.001
- Номер тома по ГИ — 11
- Выпуск по ГИ — 1